# Golden Trailer Awards
Il Golden Trailer Award è un premio cinematografico statunitense assegnato annualmente per le migliori pubblicità di film, perlopiù per trailer, poster o annunci televisivi.

## Storia
I Golden Trailer Awards sono stati ideati dai fratelli Evelyn Brady-Watters e Monica Brady. I giudici sono selezionati tra registi, produttori cinematografici, attori, sceneggiatori, produttori esecutivi, conduttori o critici che possono votare liberamente ogni trailer o pubblicità. I premi sono assegnati solitamente da conduttori o presentatori in una cerimonia dal vivo nel mese di maggio.
La prima cerimonia dei Golden Trailer Awards si è tenuta il 21 settembre 1999 a New York. La premiazione è andata in onda nelle televisioni dello stato ed è stata ritrasmessa su Reelz Channel nel 2007 e su MyNetworkTV nel 2008.
La nona ed ultima edizione dei Golden Trailer Awards si è svolta nel 2008 nell'Orpheum Theatre di Los Angeles. In questa cerimonia, la giuria ha classificato Il cavaliere oscuro come uno dei film più votati dell'anno, assegnandogli il merito di Miglior trailer d'azione (Best Action Trailer), Migliore locandina promozionale estiva per il teaser poster (Premio Best Summer 2008 Blockbuster Poster), e Trailer dell'anno (Trailer of the Year).

## Edizioni
- Golden Trailer Awards 1999
- Golden Trailer Awards 2000
- Golden Trailer Awards 2001
- Golden Trailer Awards 2002
- Golden Trailer Awards 2003
- Golden Trailer Awards 2004
- Golden Trailer Awards 2005
- Golden Trailer Awards 2006
- Golden Trailer Awards 2007
- Golden Trailer Awards 2008
- Golden Trailer Awards 2009
- Golden Trailer Awards 2010
- Golden Trailer Awards 2011
- Golden Trailer Awards 2012
- Golden Trailer Awards 2013
- Golden Trailer Awards 2014
- Golden Trailer Awards 2015
- Golden Trailer Awards 2016
- Golden Trailer Awards 2017
- Golden Trailer Awards 2018
- Golden Trailer Awards 2019
- Golden Trailer Awards 2020
- Golden Trailer Awards 2021
- Golden Trailer Awards 2022